# Ichijō Kanefuyu
Ichijō Kanefuyu (一条 兼冬, 1528 - 1554, também chamado Ichijō Kenfuyu), foi um nobre do Período Muromachi da História do Japão. Foi o décimo-primeiro líder do Ramo Ichijō do Clã Fujiwara.

## Vida
Kanefuyu foi o filho mais velho de Fusamichi.

## Carreira
Kanefuyu serviu o seguinte imperador: Go-Nara (1536-1554).
Kanefuyu  entrou para a corte em 1536.
Kanefuyu foi nomeado Udaijin em 1547 e depois serviu como Sadaijin e Kanpaku do Imperador Go-Nara entre 1553 e 1554.
Em 1544 Kanefuyu escreveu Segen Mondo.
Após a morte de seu pai, Kanefuyu adotou seu irmão Ichijō Uchimoto como seu filho e futuro sucessor.
| Precedido por Ichijō Fusamichi | -- 11º Líder dos Ichijō Fujiwara 1548-1554 | Sucedido por Ichijō Uchimoto |
| Precedido por Nijō Haruyoshi   | Kanpaku 1553-1554                          | Sucedido por Konoe Sakihisa  |
| Precedido por Nijō Haruyoshi   | 128º Sadaijin 1553-1554                    | Sucedido por Konoe Sakihisa  |
| Precedido por Nijō Haruyoshi   | 192º Udaijin 1547-1553                     | Sucedido por Konoe Sakihisa  |